# Calanchi del Cannizzola
I calanchi del Cannizzola (Lavanchi o Valanchi in siciliano), popolarmente noti anche come deserto dei Calanchi o deserto di Centuripe, costituiscono un geomorfosito compreso tra i monti Erei e l'Etna, nella valle del Simeto, in territorio di Centuripe e Paternò, comuni italiani rispettivamente del libero consorzio comunale di Enna e della città metropolitana di Catania in Sicilia.
Con il nome di contrada Valanghe, dal toponimo locale dell'area in cui ricadono, i calanchi sono inseriti nella lista dei siti d'interesse comunitario/zone speciali di conservazione della rete Natura 2000 (codice ITA060015).

## Origine del nome

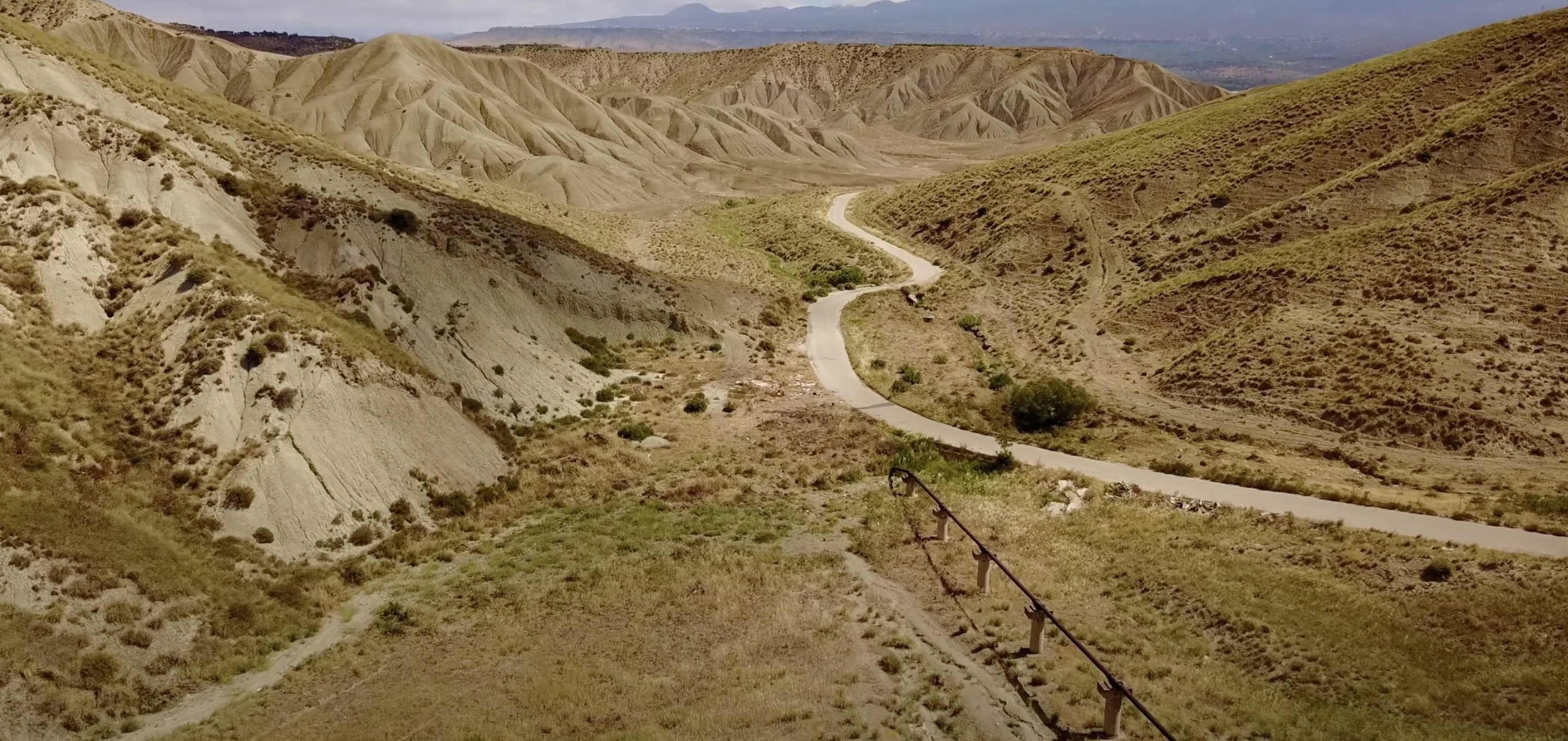
La cosiddetta "strada delle Valanghe" attraversa l'area del SIC

Il nome del torrente Cannizzola, o Cannicciola come riportato nella cartografia IGM, deriva dal diminutivo del siciliano cannizza, cannizzu 'canniccio, graticcio', 'siepe di canne' da ricondurre al tardo latino cannicius 'fatto di canna' o al latino medievale cannicia 'luogo palustre'. Tuttavia, in siciliano cannizzola, cannizzolu vale anche 'carice'.
Il toponimo della contrada, Valanghe, deriva dal siciliano valanca, lavanca 'luogo scosceso', 'dirupo, burrone', relitto del sostrato preindoeuropeo (con suffisso *-anca), con chiaro riferimento alla conformazione morfologica dei calanchi e all'aspetto desertico del territorio. In un documento topografico del XIX secolo le Valanghe vengono definite «[...] nude crete salsaginose improduttive di nessuna erba, dette volgarmente Lavanche».

## Geografia fisica

### Territorio
Il bacino idrografico del torrente Cannizzola, affluente destro del fiume Simeto, è caratterizzato dalla presenza di terreni argillosi e depositi alluvionali. Da un punto di vista geomorfologico, l'area presenta numerosi calanchi dovuti a fenomeni di erosione accelerata.
L'area calanchiva si sviluppa lungo i versanti più acclivi a reggipoggio esposti da sud-est a sud-ovest, le cui forme più rappresentative si sviluppano con un'inclinazione compresa tra 30° e 45°. La loro forma è generalmente concava, segnata da rivoli convergenti a ventaglio verso l'impluvio.
In riferimento ai dati del SIC ITA060015 "Contrada Valanghe", i principali tipi di habitat presenti risultano i seguenti:
| N.   | Denominazione                                                                       | Area       |
| ---- | ----------------------------------------------------------------------------------- | ---------- |
| 6220 | Percorsi substeppici di graminacee e piante annue dei Thero-Brachypodietea          | 1406,23 ha |
| 1430 | Praterie e fruticeti alonitrofili (Pegano-Salsoletea)                               | 38,7 ha    |
| 92D0 | Gallerie e forteti ripari meridionali (Nerio-Tamaricetea e Securinegion tinctoriae) | 7,56 ha    |
| 92A0 | Foreste a galleria di Salix alba e Populus alba                                     | 1,12 ha    |
| 5330 | Arbusteti termo-mediterranei e pre-desertici                                        | 0,64 ha    |

#### Fauna
Tra le principali specie di rettili, risultano alquanto comuni il gongilo (Chalcides ocellatus), il biacco (Hierophis viridiflavus) e la lucertola campestre (Podarcis siculus). Scarsa la presenza di mammiferi, limitata quasi esclusivamente al riccio comune (Erinaceus europaeus).

### Clima
In riferimento ai dati della stazione pluviometrica più vicina, sita a Paternò a 240 m s.l.m., nonché a quella di Simeto Stazione, posta a 26 m s.l.m. e avente caratteristiche più simili possibile al territorio del bacino del Cannizzola, l'area calanchiva di contrada Valanghe - con una temperatura media annua pari a 17,1 °C e una precipitazione media annua pari a 476 mm - viene indicata come semiarida (prossima al clima steppico) in base all'indice di aridità di De Martonne e compresa nella fascia bioclimatica termomediterranea secca inferiore (o arida) secondo la classificazione bioclimatica di Rivas Martínez. Nel periodo arido (da metà aprile a fine settembre) la temperatura media varia da 14,7 °C a 25,6 °C.

## Tutela
Con decreto del ministero dell'ambiente e della tutela del territorio e del mare del 21 dicembre 2015, pubblicato nella gazzetta ufficiale n. 8 del 12 gennaio 2016, il SIC "Contrada Valanghe" è stato designato quale zona speciale di conservazione (ZSC).

## Cultura

### Cinema

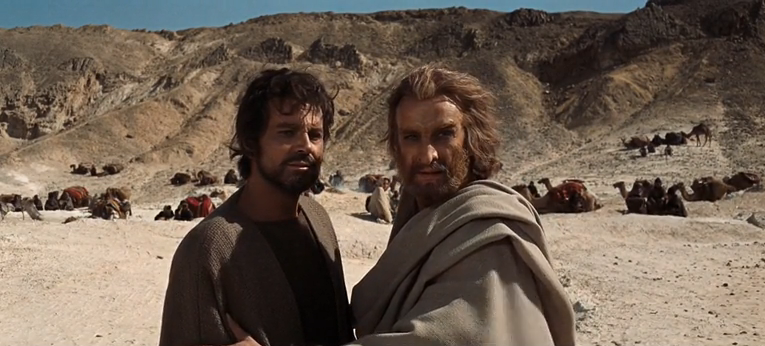
Gabriele Ferzetti e George C. Scott nei panni di Lot e Abramo ne La Bibbia di John Huston in una scena girata nel paesaggio desertico dei calanchi centuripini

L'aspetto desertico e arido degli assolati calanchi del Cannizzola, spesso descritto come una tipica ambientazione da film western, ha favorito la selezione di questo territorio come location naturale di diverse riprese cinematografiche.
Nell'agosto 1964, insieme con altri luoghi siti alle pendici dell'Etna, il territorio delle Valanghe è stato set di alcune scene de La Bibbia di John Huston: tra Mompileri e la vicina Pietralunga, indicazione toponimica che includeva anche contrada Valanghe, furono girati - in poco più di tre settimane - episodi della vita di Abramo e le scene della distruzione di Sodoma e delle sue rovine. Per queste riprese, soprattutto quelle relative all'accampamento di Abramo, furono impiegati dromedari e cammellieri provenienti dall'Africa.
Secondo alcune fonti, sarebbero state girate in quest'area anche alcune scene di Barabba di Richard Fleischer (1961), de Il Vangelo secondo Matteo di Pier Paolo Pasolini (1964) e de Il sasso in bocca di Giuseppe Ferrara (1969).
Nel 2017 i calanchi sono stati selezionati come una delle tappe mondiali del cortometraggio Audi quattro² - Ski the World, nel quale lo sciatore freerider francese Candide Thovex si è esibito in una serie di discese libere fuoripista effettuate in una trentina di luoghi di dieci diversi Paesi di tutto il mondo, tra cui la grande muraglia cinese, le dune del deserto del Sahara e del Gobi, i camini delle fate della Cappadocia.
Il 26 maggio 2021 sono state girate alcune scene di un road movie franco-svizzero prodotto da Cattleya.
Nell'ottobre 2021 lo scenario dell'area calanchiva è stato una delle location siciliane del lungometraggio Fortress, di Jessica Woodworth, prodotto da Bo Films e ispirato a Il deserto dei Tartari di Dino Buzzati: inizialmente ne era prevista la realizzazione in Armenia, cui sono stati preferiti i «[...] paesaggi aridi, deserti e perfino "lunari"» della Sicilia, tra cui - oltre a Centuripe - le Madonie, l'Etna, la cava Pirrera di Melilli e l'incompiuta diga di Blufi.

## Economia

### Turismo
Nell'aprile 2022, nel limitrofo territorio di Biancavilla è stata installata una big bench ('grande panchina') con vista panoramica sui calanchi del Canizzola. L'opera, iniziativa di Chris Bangle, rientra nel progetto Big Bench Community Project, nato «[...] per sostenere le comunità locali, il turismo e le eccellenze artigiane dei paesi in cui si trovano queste installazioni fuori scala».

## Infrastrutture e trasporti
La parte meridionale del territorio è attraversata dalla cosiddetta "strada delle Valanghe", corrispondente alla strada provinciale 84, al confine tra i territori comunali di Centuripe e Paternò e, di conseguenza, tra il libero consorzio comunale di Enna e la città metropolitana di Catania.